# Anous tenuirostris
Anous tenuirostris е вид птица от семейство Sternidae.

## Разпространение
Видът е разпространен в Австралия, Британска индоокеанска територия, Малдивите, Мавриций, Оман, Сейшелите, Танзания и Тонга.